# Superprestige 2011-2012
La Superprestige 2011-2012, trentesima edizione della competizione, si svolse tra il 9 ottobre 2011 e l'11 febbraio 2012. Le gare, svoltesi nell'ambito di otto tappe, sette in Belgio e una nei Paesi Bassi, erano riservate alle categorie maschili Elite, Under-23 e Juniores, e alla categoria femminile Elite; per quest'ultima categoria non era però prevista la classifica generale.

## Uomini Elite

### Risultati
| # | Data        | Città        | Evento                            | Vincitore     | Leader della Cl. mondiale |
| - | ----------- | ------------ | --------------------------------- | ------------- | ------------------------- |
| 1 | 9 ottobre   | Ruddervoorde | Cyclocross Ruddervoorde           | Niels Albert  | Niels Albert              |
| 2 | 30 ottobre  | Zonhoven     | Cyclocross Zonhoven               | Niels Albert  | Niels Albert              |
| 3 | 13 novembre | Hamme-Zogge  | Bollekescross                     | Zdeněk Štybar | Niels Albert              |
| 4 | 20 novembre | Gavere       | Cyclocross Gavere                 | Kevin Pauwels | Zdeněk Štybar             |
| 5 | 27 novembre | Gieten       | Internationale Veldrit van Gieten | Sven Nys      | Sven Nys                  |
| 6 | 23 dicembre | Diegem       | Int. Vlaamse-Veldrit-Diegem       | Niels Albert  | Sven Nys                  |
| 7 | 5 febbraio  | Hoogstraten  | Vlaamse Aardbeiencross            | Tom Meeusen   | Sven Nys                  |
| 8 | 11 febbraio | Middelkerke  | Noordzeecross                     | Zdeněk Štybar | Sven Nys                  |

### Classifica generale
| Pos. | Corridore             | Punti |
| ---- | --------------------- | ----- |
| 1    | Sven Nys              | 105   |
| 2    | Kevin Pauwels         | 99    |
| 3    | Zdeněk Štybar         | 92    |
| 4    | Tom Meeusen           | 78    |
| 5    | Klaas Vantornout      | 74    |
| 6    | Bart Aernouts         | 73    |
| 7    | Niels Albert          | 64    |
| 8    | Radomír Šimůnek jr.   | 63    |
| 9    | Bart Wellens          | 50    |
| 10   | Dieter Vanthourenhout | 41    |

## Donne Elite

### Risultati
| # | Data        | Città        | Evento                            | Vincitrice           |
| - | ----------- | ------------ | --------------------------------- | -------------------- |
| 1 | 9 ottobre   | Ruddervoorde | Cyclocross Ruddervoorde           | Helen Wyman          |
| 2 | 30 ottobre  | Zonhoven     | Cyclocross Zonhoven               | Sanne van Paassen    |
| 3 | 13 novembre | Hamme-Zogge  | Bollekescross                     | Daphny van den Brand |
| 4 | 20 novembre | Gavere       | Cyclocross Gavere                 | Sanne van Paassen    |
| 5 | 27 novembre | Gieten       | Internationale Veldrit van Gieten | Marianne Vos         |
| 6 | 23 dicembre | Diegem       | Int. Vlaamse-Veldrit-Diegem       | Marianne Vos         |
| 7 | 5 febbraio  | Hoogstraten  | Vlaamse Aardbeiencross            | Daphny van den Brand |
| 8 | 11 febbraio | Middelkerke  | Noordzeecross                     | Daphny van den Brand |

## Uomini Under-23

### Risultati
| # | Data        | Città        | Evento                            | Vincitore         | Leader della Cl. mondiale |
| - | ----------- | ------------ | --------------------------------- | ----------------- | ------------------------- |
| 1 | 9 ottobre   | Ruddervoorde | Cyclocross Ruddervoorde           | Wietse Bosmans    | Wietse Bosmans            |
| 2 | 30 ottobre  | Zonhoven     | Cyclocross Zonhoven               | Wietse Bosmans    | Wietse Bosmans            |
| 3 | 13 novembre | Hamme-Zogge  | Bollekescross                     | Mike Teunissen    | Wietse Bosmans            |
| 4 | 20 novembre | Gavere       | Cyclocross Gavere                 | Lars van der Haar | Lars van der Haar         |
| 5 | 27 novembre | Gieten       | Internationale Veldrit van Gieten | Lars van der Haar | Lars van der Haar         |
| 6 | 23 dicembre | Diegem       | Int. Vlaamse-Veldrit-Diegem       | Lars van der Haar | Lars van der Haar         |
| 7 | 5 febbraio  | Hoogstraten  | Vlaamse Aardbeiencross            | Laurens Sweeck    | Lars van der Haar         |
| 8 | 11 febbraio | Middelkerke  | Noordzeecross                     | Stan Godrie       | Lars van der Haar         |

### Classifica generale
| Pos. | Corridore         | Punti |
| ---- | ----------------- | ----- |
| 1    | Lars van der Haar | 100   |
| 2    | Wietse Bosmans    | 87    |
| 3    | Stan Godrie       | 79    |
| 4    | Mike Teunissen    | 70    |
| 5    | Gianni Vermeersch | 64    |
| 6    | Tim Merlier       | 59    |
| 7    | Vinnie Braet      | 56    |
| 8    | Arnaud Grand      | 43    |
| 9    | Arnaud Jouffroy   | 41    |
| 10   | Laurens Sweeck    | 39    |

## Uomini Juniors

### Risultati
| # | Data        | Città        | Evento                            | Vincitore            | Leader della Cl. mondiale          |
| - | ----------- | ------------ | --------------------------------- | -------------------- | ---------------------------------- |
| 1 | 9 ottobre   | Ruddervoorde | Cyclocross Ruddervoorde           | Wout Van Aert        | Wout Van Aert                      |
| 2 | 30 ottobre  | Zonhoven     | Cyclocross Zonhoven               | Mathieu van der Poel | Wout Van Aert Mathieu van der Poel |
| 3 | 13 novembre | Hamme-Zogge  | Bollekescross                     | Mathieu van der Poel | Mathieu van der Poel               |
| 4 | 20 novembre | Gavere       | Cyclocross Gavere                 | Mathieu van der Poel | Mathieu van der Poel               |
| 5 | 27 novembre | Gieten       | Internationale Veldrit van Gieten | Mathieu van der Poel | Mathieu van der Poel               |
| 6 | 23 dicembre | Diegem       | Int. Vlaamse-Veldrit-Diegem       | Mathieu van der Poel | Mathieu van der Poel               |
| 7 | 5 febbraio  | Hoogstraten  | Vlaamse Aardbeiencross            | Mathieu van der Poel | Mathieu van der Poel               |
| 8 | 11 febbraio | Middelkerke  | Noordzeecross                     | Mathieu van der Poel | Mathieu van der Poel               |

### Classifica generale
| Pos. | Corridore             | Punti |
| ---- | --------------------- | ----- |
| 1    | Mathieu van der Poel  | 105   |
| 2    | Wout Van Aert         | 94    |
| 3    | Daan Soete            | 77    |
| 4    | Pjotr van Beek        | 66    |
| 5    | Matthias Van De Velde | 65    |
| 6    | Yorben Van Tichelt    | 57    |
| 7    | Koen Weijers          | 56    |
| 8    | Quentin Jauregui      | 52    |
| 9    | Daan Hoeyberghs       | 45    |
| 10   | Tim Ariesen           | 41    |